# ساوانا اوتن
ساوانا اوتن (به انگلیسی: Savannah Outen) (زاده ۱۴ اکتبر ۱۹۹۲) خواننده، ترانه‌سرا و بازیگر آمریکایی است.